# 八幡社駅
八幡社駅（はちまんしゃえき）は、かつて愛知県岡崎市にあった、名鉄岡崎市内線の駅。
伊賀八幡宮の最寄り駅であり、参拝客の利用が多かったという。

## 概要
- 岡崎市内線の岡崎井田 - 康生町間は単線であった。八幡社駅には交換施設が設けられ、相対式2面2線のホームであった。ただし道路との併用軌道上で、安全地帯は設けられなかった。
- かつては有人駅であり、駅舎も設置されていたという。

## 歴史
- 1923年（大正12年）9月8日 - 岡崎電気軌道が康生町 - 岡崎井田間を延伸した際に開業。
- 1927年（昭和2年）7月19日 - 岡崎電気軌道が三河鉄道に合併。三河鉄道の駅となる。
- 1941年（昭和16年）6月1日 - 三河鉄道が名古屋鉄道に合併。名古屋鉄道の駅となる。
- 1950年（昭和25年）11月23日 - 無人化[1]。
- 1951年（昭和26年） - 伊賀川に現在の伊賀橋が架橋される。八幡社 - 伊賀町[2]は鉄道専用橋から伊賀橋に線路を移設する。
- 1962年（昭和37年）6月17日 - 岡崎市内線及び福岡線福岡町 - 大樹寺間廃止により廃駅となる。

## その他
- 駅跡は現在の名鉄バス「八幡社前」停留所付近。

## 隣の駅
名古屋鉄道
岡崎市内線
伊賀町駅 - 八幡社駅 - 神明社駅